# Терсинское муниципальное образование (Саратовская область)
Терсинское муниципальное образование — сельское поселение в Вольском районе Саратовской области Российской Федерации.
Административный центр — село Терса.

## История
Статус и границы сельского поселения установлены Законом Саратовской области от 27 декабря 2004 года № 86-ЗСО «О муниципальных образованиях, входящих в состав Вольского муниципального района».

## Население
| 2010  | 2011  | 2012  | 2013  | 2014  | 2015  | 2016  |
| ----- | ----- | ----- | ----- | ----- | ----- | ----- |
| 3478  | ↘3465 | ↗3469 | ↘3430 | ↘3417 | ↘3395 | ↘3385 |
| 2017  | 2018  | 2019  | 2020  | 2021  |       |       |
| ↘3330 | ↘3297 | ↘3216 | ↘3193 | ↘3078 |       |       |

## Состав сельского поселения
| № | Населённый пункт | Тип населённого пункта       | Население |
| - | ---------------- | ---------------------------- | --------- |
| 1 | Девичьи Горки    | село                         | ↘192      |
| 2 | Тепловка         | село                         | ↘306      |
| 3 | Терса            | железнодорожная станция      | ↘95       |
| 4 | Терса            | село, административный центр | ↘2586     |
| 5 | Тополевый        | посёлок                      | ↘299      |